# Coleophora anthocalia
Coleophora anthocalia é uma espécie de mariposa do gênero Coleophora pertencente à família Coleophoridae.